# Brandshofer Schleuse
Die Brandshofer Schleuse zwischen Hamburg-Rothenburgsort und Hamburg-Hammerbrook verbindet die Bille mit dem Oberhafenkanal und damit mit der Elbe. Das erste Schleusenbauwerk an dieser Stelle wurde 1625–1626 errichtet und nach dem damals hier gelegenen Hof des Hamburger Bürgermeisters Johann Brand (1585–1652) benannt. Die Brandshofer Schleuse ersetzte die weiter billeaufwärts (etwa bei der heutigen Grünen Brücke) gelegenen Bullenhuser Schleusen, die um 1485 angelegt und bei der Fastnachtsflut 1625 zerstört worden waren. Das heutige Schleusenbauwerk wurde nach der Sturmflut 1962 errichtet und zuletzt 2008/9 für rund 3 Millionen Euro modernisiert.